# Bioclimatització

Refrigerador per aerotèrmia amb sistema evaporatiu d'aigua

La bioclimatització és l'ús del procés natural de refredament de l'aire per evaporació combinat amb la ventilació contínua. D'aquesta manera es renova l'aire d'un recinte introduint aire fresc obtingut per un principi natural.
El seu funcionament és senzill, similar a la brisa de la mar. L'aire calent de l'exterior passa a través de filtres que cedeixen humitat i refresquen l'aire, filtrant-i reduint la seva temperatura. El resultat és una brisa freda i refrescant, que renova constantment l'aire de l'habitatge o local. El sistema genera aire fresc a partir de l'evaporació de l'aigua. S'aprofita el fenomen natural emprat en els sistemes passius basat en el canvi de fase de l'aigua d'estat líquid a gas. La reacció absorbeix calor de l'ambient, és a dir, redueix la temperatura de l'aire.

## Bioclimatització per aerotèrmia
Sistema de climatització que obté l'energia de l'ambient exterior per refrigerar l'aire a l'interior de l'habitatge o l'edifici. L'energia utilitzada s'extreu de l'aire, encara que la seva temperatura sigui molt baixa. Això és possible gràcies a la tecnologia termodinàmica que fa servir un refrigerant per aconseguir aquesta energia de l'ambient exterior i transportar-la a l'espai interior ajudat per una bomba de calor reversible. És un sistema altament eficient i econòmic, ja que alguns equips aerotèrmics disponibles al mercat poden extreure més d'un 70% d'energia de l'aire.
Funcionament: l'aigua s'injecta en un mitjà, un ventilador crea un flux d’aire que passa pel mitjà per carregar-se d’humitat, refredant així l’aire que s'injecta en l’habitació. El principi físic utilitzat és el de la temperatura humida. És la temperatura de l’aire quan està saturat d’humitat. Consisteix bàsicament a humitejar l’aire per refredar-lo. Com més sec sigui l’aire base (menor humitat relativa), més eficaç serà el refredament. És possible aconseguir una disminució de la temperatura de 10 a 15 ° C en funció de la humitat relativa i la temperatura de l'aire base.

## Bioclimatització amb energia solar
És un dels sistemes de climatització ecològics a tenir molt present. Això és possible en aquelles edificacions que funcionen amb panels solars per a obtenir electricitat i aigua calenta sanitària. L'escalfor dels col·lectors solars i la tecnologia que refreda per absorció, fan possible refrigerar l'aire que es filtra dins dels bioclimatitzadors. L'aire refrigerat és més saludable perquè té un cert nivell d'humitat; just al contrari dels aires condicionats convencionals, que ressequen massa l'ambient i poden provocar diverses patologies. Atès que passa per uns filtres amb aigua, l'aire es renova i d'aquesta manera es va purificant alhora. S'aprofita l'energia solar pel al seu funcionament.

## Bioclimatització passiva

### Jardins verticals
Aquesta fórmula de refrigeració ecològica està basada en el disseny de jardins verticals i zones verdes ubicades a la façana dels edificis. Els jardins estan formats per espècies de plantes concretes, que proporcionen aïllament i ambient fresc, exactament igual que passa a la natura. La creació d'aquest "microclima" a les parets dels immobles o als indrets on aquests ecosistemes verds s'instal·len, permeten també oxigenar l'edifici, així com les zones de les ciutats on s'implementa aquest sistema. Estudis realitzats en aquests edificis, confirmen que els seus espais guanyen en refrigeració, aïllament i benestar per als usuaris en particular i per a les ciutats en general.

### Geotèrmia i geocooling
L'energia geotèrmica és un aprofitament de la calor natural de la Terra. Existeixen moltes reserves de calor en el subsòl, ja sigui d'aigua, de vapor o minerals. Aquesta calor pot ser usada en la calefacció a les ciutats, però també per a la producció d'electricitat o de gas natural.
El geocooling consisteix en explotar directament, sense cap bomba de calor, la temperatura d'un soterrani o del subsòl per refredar un edifici. Això permet que no es consumeixi energia pel funcionament d’un aparell intermedi. El bypass és un aparell que produeix el geocooling en una llar, permetent que el terra, el sostre i les parets es mantinguin fresques a l’interior.

### Arquitectura bioclimàtica
Segons la idea d'arquitectura bioclimàtica, les cases i edificis passius aprofiten al màxim les formes i estructures de l'edifici, a més de les condicions naturals que els envolten, per a aconseguir el confort amb la mínima o nul·la aportació d'energia "activa". Les proteccions solars eviten que les estances s'escalfin. Un simple ràfec o tendal de suficient longitud impedeix l'entrada directa dels raigs de sol a través de les finestres.